# 会子

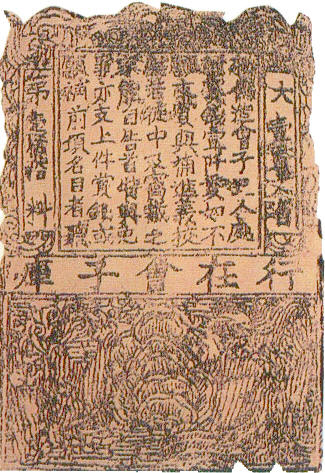
会子印樣。中間有橫行大字「行在會子庫」，指臨時首都管理會子的部門。右上方印「大壹貫文省」，左上方印「第壹佰拾料」，中間印「敕偽造會子犯人處斬 賞錢壹阡貫 如不願支賞 與補進義校尉 若徒中及窩藏之家能自告首 特與免罪 亦支上件賞錢 或願補前項名目者聽」

會子是中国南宋時期的紙幣，紹興三十年（1160年）於臨安首度發行。

## 發行
紹興末年，南宋政府銅錢緊缺，開始以票據「會子」應付開支，先在臨安地區使用，叫「東南會子」。
紹興三十年（1160年）二月，錢端禮為臨安太守，仿照四川发行的交子，將會子官辦，「许于城内外与铜钱并行。」南宋正式成立行在會子務，發行會子，分一貫、二貫、三貫，在東南各路流通，又稱“東南會子”。由戶部侍郎錢端禮主持該事，會紙取於徽、池，續造於成都、臨安，“仍賜左帑錢十萬緡為本。”
政府發行會子後，經反復嘗試，最後訂立「錢會中半制」，即政府開支以一半銅錢、一半會子支付。實行「錢會中半制」是為了維持會子信譽，防止貶值。部份地區，如兩浙東西路、江南東西路、湖南等，亦發行會子，逐漸流行，成為主要貨幣，銅錢開始消失，人們也用會子標價。
宋孝宗時軍費膨脹，政府進一步增發紙幣。增發的紙幣無法全部在臨安兌換銅錢，政府下令「都督府會子」（又叫「淮南交子」）和「湖北會子」分別在建康和鄂州兌錢，以免加深臨安錢荒，防止其他地方的會子流入京城。孝宗一度下令江北不可使用東南會子，但此舉妨礙商人貿易，後來江北亦可使用東南會子，但不可兌換銅錢。
孝宗隆兴元年（1163年），又造二百文、三百文、五百文会。洪适在《户部乞免发见钱札子》中说：“小郡在山谷之间，无积镪之家，富商大贾足迹不到，货泉之流通于鄘肆者甚少，民间皆是出会子往来兑使。”
時值宋金战争期間，金海陵王完颜亮率领大军南下，鈔票不斷印制，不數年發生贬值现象。到乾道二年（1166年）十一月十四日为止，共发行一千五百六十几万道（貫）。乾道三年（1167年）十二月，下诏出内库银二百万两以500万新会收换旧会，收舊会子焚弃。隔年定三年为一界，每界以一千万贯为限。
南宋起初盡力維持「錢會中半制」，不輕易改變比率，但銅錢騰貴，政府先在收入方面於棄「錢會中半制」，提高會子比率，甚至全由會子繳納。由於銅錢收入減少，開支方面無法維持中半制，唯有全用會子。會子價值雖跌，卻逐步取代銅錢成為主要貨幣。會子可用作繳納兩稅、折帛錢，故農民也使用會子，紙幣發展迅速。
寧宗嘉泰三年（1203年）杭州会子库设置监官。开禧三年（1207），南宋发行会子的金额平均相当于其赋税收入金额的82％。嘉定二年（1209年），会子的流通额度是一亿一千五六百万贯，已經高達乾道四年的11倍。嘉定十一年（1218年）又增印五百万道作抗金军费。
随着会子发行量的逐渐增多，为防止伪钞的流通，会子的发行有分界之說，分界即期限。乾道四年始有分界，会子分界发行后，三年為一界，旧会子收回，但未严格执行。淳佑七年（1247年）甚至规定第17、18界会子更不立限，取消了分界发行办法，最後造成了通貨膨脹，十八界會子二百貫甚至買不到一雙草鞋。
另有铅锡会子，是出卖铅锡给政府后所得的取钱凭证。史料上載的會子還有錢會子、寄附钱物会子等。

## 貶值
理宗绍定三年（1230年）以後，有李全之亂，隔年有蒙古帝国兵攻川、陕，到了绍定五年会子高達三亿二千九百多万，增加33倍，伪造紙鈔更多。淳祐五年（1245年）又有大量軍需。淳祐六年（1246年）各界会子共计六亿五千万贯。淳祐七年（1247年），會子已達恶性膨胀的現象。淳祐九年（1249年）會子每贯合铜钱六百文足钱。景定五年（1264年），賈似道當國，又發行「見錢關子」，取代貶值過甚的會子，每貫折合銅錢七百七十文。元兵南下後，會子與關子皆被钞所取代。